# Henryk Bitner

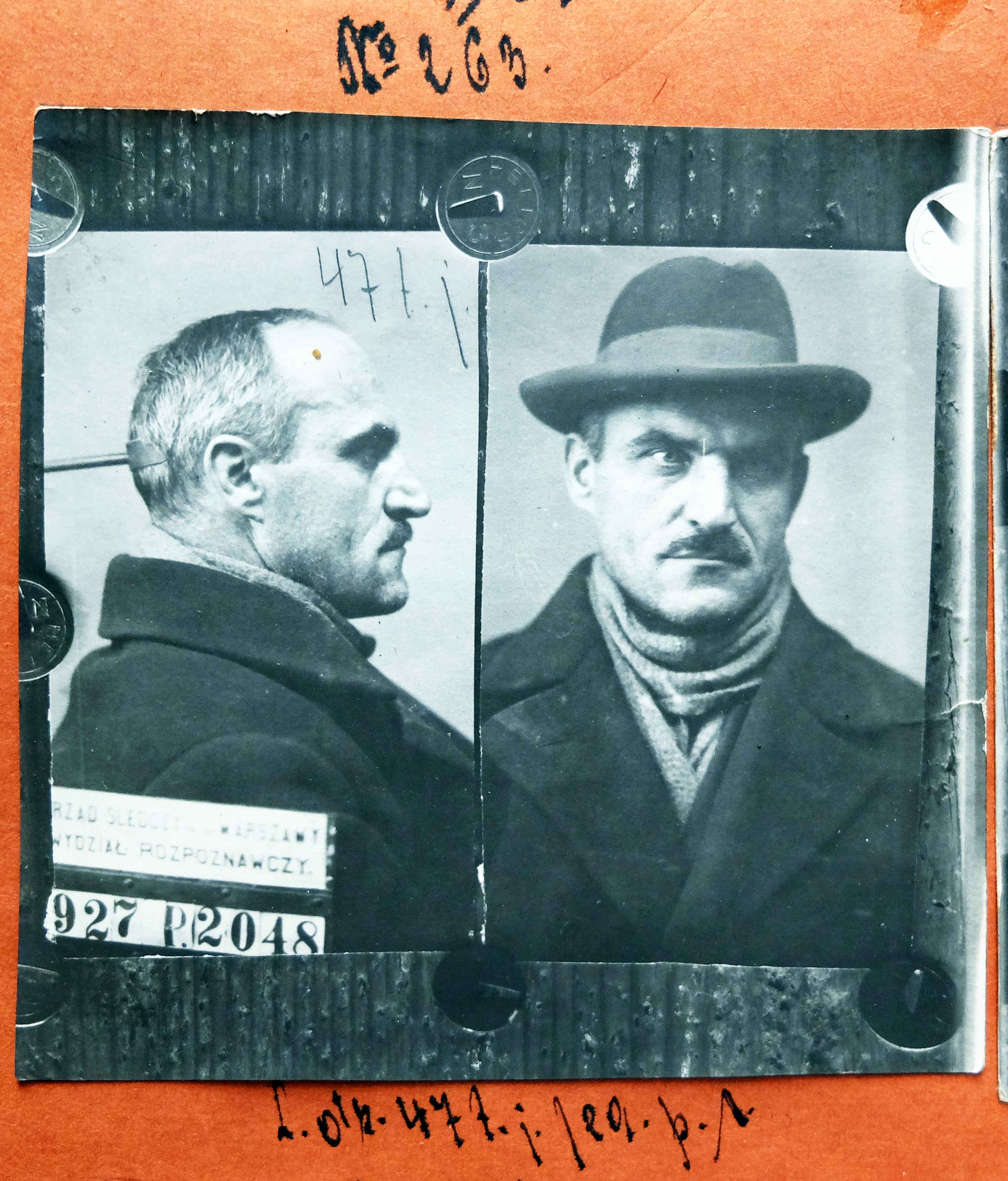
Henryk Bitner po aresztowaniu przez Policję Państwową 1929

Henryk Bitner pseud. Henryk, Hipolit, Józef, Stanisław, pseudonim literacki Henryk Bicz (ur. 20 grudnia 1887 w Łodzi, zm. 10 września 1937 w Moskwie) – działacz socjalistyczny i komunistyczny, publicysta i historyk, członek KC KPP, poseł na Sejm RP drugiej kadencji, burmistrz Czeladzi.

## Życiorys
Syn tkacza niemieckiego pochodzenia, Emila i Teresy z d. Rikker. Po ukończeniu szkoły w 1902 został stolarzem. Od rewolucji 1905 roku związany z ruchem rewolucyjnym, uczestniczył w wiecach i demonstracjach, kolportował ulotki i organizował strajki stolarzy. Od 1906 członek PPS-Lewicy. W tym samym roku wyjechał do Lipska, gdzie pracował jako stolarz, wstąpił do SPD i związku zawodowego robotników drzewnych. Zorganizował klub socjalistyczny polskich robotników i kółko samokształceniowe robotników-emigrantów politycznych. Pod koniec grudnia 1907 powrócił do Łodzi i niedługo potem został sekretarzem łódzkiego oddziału Związku Zawodowego Robotników Przemysłu Drzewnego i członkiem Zarządu Głównego tego związku. W grudniu 1908 był przewodniczącym II zjazdu związku. 1909-1910 więziony za organizowanie strajku łódzkich stolarzy, następnie na polecenie władz PPS-Lewicy wyjechał do Krakowa i Wiednia. Od 1911 działał w Zagłębiu Dąbrowskim, Lublinie, Łodzi i Radomiu, kierując organizacjami PPS-Lewicy w tych okręgach. 
Po wybuchu I wojny światowej w 1914 zmobilizowany do armii rosyjskiej, zorganizował w swojej baterii organizację wojskowo-rewolucyjną, a po rewolucji lutowej i obaleniu caratu w marcu 1917 komitet żołnierski baterii, którego został przewodniczącym. Potem został członkiem komitetu dywizyjnego. W kwietniu 1917 brał udział w zjeździe żołnierzy frontowych w Piotrogrodzie, na którym wystąpił przeciwko polityce Rządu Tymczasowego. W czerwcu 1917 skontaktował się z miejscową wojskową organizacją bolszewicką oraz organizacją PPS-Lewicy. Został wybrany do Komitetu Rewolucyjnego 8 Armii. Uczestniczył w konferencji tego komitetu pod koniec września 1917, na której usunięto z niego eserowców i internacjonalistów (którzy dotąd w nim dominowali) i zmieniono jego charakter na bolszewicki i internacjonalistyczny. Został członkiem redakcji jego pisma „Czerwony sztandar” („Krasnoje znamja”). Był delegatem na Zjazd Wojskowych Polaków 8 Armii i założył w swoim dywizjonie sekcję PPS-Lewicy.
W listopadzie 1917 uczestniczył w zbrojnym przejęciu władzy przez bolszewików. W latach 1917–1918 członek Socjaldemokratycznej Partii Robotniczej Rosji (frakcja bolszewików), m.in. kandydat z listy bolszewików w wyborach do Wszechrosyjskiego Zgromadzenia Ustawodawczego (Konstytuanty). W lutym 1918 zorganizował Polską Czerwoną Baterię w Mohylewie, której został dowódcą. Od września 1918 działał w Królestwie Polskim. W listopadzie współtworzył Rady Delegatów Robotniczych (RDR) w Zagłębiu Dąbrowskim, kierował rozbrajaniem austriackich żołnierzy i zorganizował Czerwoną Gwardię. Uczestnik zjazdu zjednoczeniowego PPS-Lewicy i SDKPiL, który 16 grudnia 1918 powołał w Warszawie Komunistyczną Partię Robotniczą Polski. Od 22 stycznia 1919 był przewodniczącym Komitetu Wojewódzkiego (KW) Rady Delegatów Robotniczych Zagłębia. Kierował także zagłębiowską organizacją KPP. Członek redakcji okręgowej gazety KPP „Komunista”.  21 lipca 1919 uczestniczył w wiecu protestacyjnym przeciwko wojnie z Rosją sowiecką, na którym został aresztowany pod zarzutem zdrady stanu i do 1921 był więziony. Po zwolnieniu kierował organizacją KPRP w Łodzi i redagował jej pismo „Wyzwolenie Robotnicze”. 1922-1924 ponownie więziony. 
Jesienią 1923 na II Zjeździe KPRP w Bołszewie pod Moskwą został zaocznie wybrany do KC KPRP (był w jego składzie do 1925). Latem 1924 uczestniczył w Moskwie w V Kongresie Międzynarodówki Komunistycznej (Kominternu) oraz w III Kongresie Czerwonej Międzynarodówki Związków Zawodowych (Profinternu). Następnie działał na Górnym Śląsku, gdzie przewodził strajkowi górników i hutników i kierował pracą partyjną. Od 1925 działacz Stowarzyszenia Wolnomyślicieli Polskich i Związku Lokatorów. Na IV Zjeździe Stowarzyszenia w lutym 1926 w Warszawie przyczynił się do zdominowania go przez komunistów, a na V Zjeździe w marcu 1927 został wybrany wiceprezesem Zarządu Głównego. Pracował w wydziale KC KPP kierującego akcją wyborczą podczas wyborów samorządowych 1927; został wówczas wybrany burmistrzem Czeladzi. W 1928 na polecenie KC KPP organizował kampanię wyborczą do Sejmu i z listy komunistycznej o nazwie „Zjednoczenie Robotnicze” został wybrany na posła z okręgu łódzkiego. Latem 1928 uczestniczył w VI Kongresie Kominternu w Moskwie. W marcu 1929, po wystąpieniu na procesie Białoruskiej Włościańsko-Robotniczej Hromady (BWRH) został pozbawiony immunitetu i nietykalności poselskiej, a w dwa miesiące później zrzekł się mandatu. Związany z frakcją mniejszościowców w KPP.
Działał krótko w Czechosłowacji, występując na wiecach komunistycznych, za co został wydalony, a potem w Berlinie był delegatem na Międzynarodowy Kongres Antyfaszystowski w marcu 1929 i na XII Zjazd KPD w czerwcu 1929, na którym przemawiał w imieniu KPP. 1929-1931 studiował w Międzynarodowej Szkole Leninowskiej w Moskwie, po ukończeniu której został wysłany przez Komintern do Austrii, gdzie wkrótce został aresztowany i wydalony z kraju. Po powrocie do Moskwy w 1932 został pracownikiem naukowym w Instytucie Marksa-Engelsa-Lenina (IMEL), gdzie w 1934 opublikował zbiory dokumentów „Proletariat” i „RDR w Polsce 1918-1919”, za co w 1935 otrzymał tytuł kandydata nauk historycznych. W październiku 1932 brał udział w VI Zjeździe KPP koło Mohylewa.
W czasie „wielkiej czystki” 21 maja 1937 został aresztowany przez NKWD. 7 września 1937 skazany na śmierć przez „trójkę” NKWD za „przynależność do organizacji szpiegowsko-terrorystycznej”. Stracony 10 września 1937. Skremowany na Cmentarzu Dońskim, pochowany anonimowo (obecnie mogiła zbiorowa nr 1 na Nowym Cmentarzu Dońskim).
Zrehabilitowany 21 maja 1955 postanowieniem Kolegium Wojskowego Sądu Najwyższego ZSRR.
Jego żoną była Stefania z d. Olszewska (1887-1937), działaczka SDKPiL, następnie KPRP, od 1929 w ZSRR. Aresztowana przez NKWD 4 września 1937, 19 października 1937 skazana przez „trójkę” NKWD na śmierć z zarzutu o podejrzenie działalności szpiegowskiej i nastawienie kontrrewolucyjne, stracona 21 października 1937 w miejscu egzekucji Butowo i tam pochowana anonimowo. Zrehabilitowana 17 grudnia 1957.